# Anna Maria von Brandenburg-Bayreuth
Markgräfin Anna Maria von Brandenburg-Bayreuth (Eggenberg hercegné) (1609. december 20. – 1680. május 8.) a magyarországi, azon belül is a soproni evangélikusok egyik kiemelkedő alakja.

## Élete
1609-ben született Christian von Brandenburg-Bayreuth őrgróf és poroszországi Mária hercegnő harmadik gyermekeként. 1639. november 19-én hozzáment Johann Anton von Eggenberg und von Krumau-hoz. Férje a 17. században Sopronban két palotát építtetett, amelyek ma a Szent György utca 12-es és 14-es házszámokkal bírnak. Állítólag Eggenberg herceg már nem élhette meg palotáinak elkészültét, így csak a hercegné költözhetett be, ami így azonban nem került az Eggenberg család tulajdonába, hanem a hercegné magántulajdona lett. Mivel a hercegné a brandenburgi őrgróf lánya volt, 1674-ben engedélyt kapott, hogy soproni házának udvarán evangélikus istentiszteleteket tartson. Ez azért is bírt nagy jelentőséggel, mert ahogy az egész országban, úgy Sopronban sem volt szabad vallásgyakorlás. Sopronban a hercegnén kívül egyetlen családnak volt ez megengedett, mégpedig a Lacknereknek. Halála után, mivel nem volt köteles gyermekeire hagyni vagyonát, az evangélikus egyházat jelölte meg egyedüli örökösének.

## Családja
Férjétől, Eggenberg hercegtől négy gyermeke született:
- Maria Elisabeth (1640-1715) férje: Ferdinand Joseph von Dietrichstein
- Johann Christian (1641-1710) felesége: Maria Ernestina zu Schwarzenberg hercegnő
- Maria Franziska (1643)
- Johann Seyfried(wd) (1644-1713)